# Malagnino
Malagnino – miejscowość i gmina we Włoszech, w regionie Lombardia, w prowincji Cremona.
Według danych na rok 2004 gminę zamieszkuje 1145 osób, 114,5 os./km².